# Icelus sekii
Icelus sekii är en fiskart som beskrevs av Tsuruoka, Munehara och Yoshitaka Yabe 2006. Icelus sekii ingår i släktet Icelus och familjen simpor. Inga underarter finns listade i Catalogue of Life.